# Rawenna
Rawenna (wł. Ravenna) – miasto i gmina w północnych Włoszech w regionie Emilia-Romania, stolica prowincji Rawenna. Według danych na rok 2007 gminę zamieszkiwało 151 055 osób, 228 os./km².
Miasto leży na równinie u zbiegu rzek Ronco i Montone, w odległości 10 km od Morza Adriatyckiego, z którym połączone jest żeglownym kanałem.
Rawenna to znaczący ośrodek przetwórstwa ropy naftowej (rafineria) i gazu ziemnego. W pobliżu zachodzi eksploatacja podmorskich złóż gazu ziemnego, produkcja nawozów sztucznych i kauczuku syntetycznego. Ważną rolę odgrywa również przemysł metalowy, włókienniczy i spożywczy (gł. tłocznie oleju z oliwek). W obszarze miasta znajduje się port handlowy, węzeł kolejowy i drogowy, ośrodek turystyczny (kąpielisko Marina di Ravenna) z licznymi zabytkami, muzeami i galerią malarstwa.

## Historia
Od około XIV w. p.n.e. okolice dzisiejszej Rawenny zamieszkane były przez Umbrów. Ich należy prawdopodobnie uważać za założycieli miasta. W VI w. p.n.e. tereny te dostały się pod władzę Etrusków, a później nadpadańskich Galów – Senonów. Około 191 p.n.e. Rawenna przyłączona została do republiki rzymskiej podczas podboju części Galii Przedalpejskiej po II wojnie punickiej.
Dogodne położenie na północno-wschodnim wybrzeżu Italii (miasto znajdowało się wówczas na przybrzeżnych lagunach, które w czasach późniejszych uległy zamuleniu) spowodowało, że Rawenna rozwijała się jako ważny rzymski port. W 132 p.n.e. miasto otrzymało połączenie z systemem rzymskich dróg, gdyż przebiegła przez nie wybudowana wówczas via Popillia-Annia, łącząca Rimini z Akwileą. Po wybudowaniu w czasach Oktawiana Augusta Portus Classis, pełniącego rolę głównej bazy floty rzymskiej na Adriatyku, Rawenna stała się najważniejszym portem w tym rejonie. W początkach II w. cesarz Trajan doprowadził do miasta 70 km akwedukt.
Wielka kariera Rawenny rozpoczęła się w początkach V w. W 402 r. cesarz Flawiusz Honoriusz przeniósł się do niej ze swoim dworem z zagrożonego przez Wizygotów Mediolanu. Aż do zdetronizowania ostatniego cesarza zachodniorzymskiego przez Odoakra w 476 r., Rawenna była miastem rezydencjalnym cesarzy zachodniorzymskich. W 426 r. cesarz Walentynian III wydał tzw. konstytucję raweńską, znaczącą dla ujednolicenia i późniejszej kodyfikacji prawa rzymskiego.
W 438 r. Rawenna została podniesiona do rangi stolicy arcybiskupiej. Jej arcybiskupi przez całe średniowiecze odgrywali ważną rolę, zachowując niemal książęce znaczenie.
Od 476 do 493 r. była stolicą pierwszego na półwyspie apenińskim „barbarzyńskiego” państwa Odoakra. W czasie trzyletniego oblężenia (od 490) przez Ostrogotów uległa znacznym zniszczeniom. Zwycięski Teodoryk uczynił ją stolicą swego królestwa, obejmującego całą Italię. W 540 r. miasto zdobył bizantyjski wódz Belizariusz, biorąc jednocześnie do niewoli króla Witigesa. Rozległe jeszcze posiadłości bizantyjskie w Italii zostały zorganizowane, wraz z Sycylią, w Egzarchat Rawenny (565). Przez następne 200 lat Rawenna była stolicą zmniejszającego się ciągle władztwa bizantyjskiego we Włoszech.
Około 751 r. Rawenna została zdobyta przez Longobardów, a w 754 r. odebrana im przez interweniującego po stronie papieża Stefana III króla Franków Pepina III. Pepin w 765 r. przyłączył miasto do Państwa Kościelnego, w którym z przerwami pozostawało do 1859 r.
Rawenna była ważnym ośrodkiem, w którym przetrwały tradycje rzymskie, przyczyniając się do tzw. odrodzenia karolińskiego na przełomie VIII i IX w. Powstające w monarchii Karola Wielkiego budowle wzorowane były na raweńskich, np. słynna kaplica pałacowa w Akwizgranie wzorowana na bazylice San Vitale.
Od IX wieku działała w Rawennie słynna szkoła prawnicza, podtrzymująca i upowszechniająca znajomość prawa rzymskiego. Na jej bazie powstało na przełomie XI i XII w. studium, które może ubiegać się z uniwersytetem bolońskim o miano pierwszego uniwersytetu. W połowie XII w. miasto uzyskało krótkotrwałą samodzielność. Od XIII w. najbardziej znaczącym w Rawennie był ród da Polenta, pod władzą którego, po przeniesieniu siedziby papieskiej do Awinionu (1308) i w okresie wielkiej schizmy zachodniej na przełomie XIV i XV w., uzyskała faktyczną niezależność. Gościem Guido Novello da Polenta był w ostatnich latach życia Dante, który tu kończył Boską komedię i zmarł w 1321 r.
W latach 1449–1509 miasto należało do Wenecji. W czasie wojen włoskich dostało się na jakiś czas (1512–1526) pod panowanie Francji po bitwie pod Rawenną, jednej z pierwszych bitew, w których decydującą rolę odegrała artyleria, przegranej przez Ligę Świętą. Po wypędzeniu Francuzów, Rawenna z powrotem trafiła do Państwa Kościelnego. W latach 1797–1814 wchodziła w skład kolejnych, tworzonych przez Napoleona Bonaparte państw w północnej Italii. W okresie tendencji zjednoczeniowych we Włoszech, Rawenna przyłączyła się w 1859 r. do Królestwa Sardynii, wchodząc wraz z nim w 1861 r. w skład Królestwa Włoch.
Przeszłość Rawenny uzasadnia traktowanie jej jako jednej z historycznych stolic Europy. Dostrzegł to Jan Paweł II, wybierając miasto na miejsce homilii na temat chrześcijańskiej tożsamości kontynentu:
Rawenna, która jest świadkiem scalania wielu kultur przez chrześcijaństwo, co dało początek kulturze Średniowiecza, przypomina dziś o potrzebie nowej ewangelizacji Europy. Ewangelizacja ta będzie zarazem szansą odnalezienia chrześcijańskiej tożsamości kontynentu. (11 maja 1986)

## Zabytki

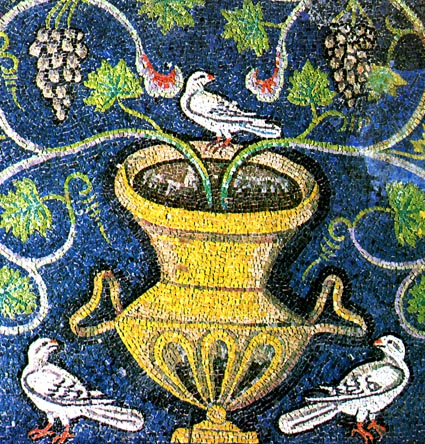
Fragment mozaiki z kościoła San Vitale

Rawenna znana jest przede wszystkim jako ośrodek mozaikarstwa. Osiem zabytków Rawenny (mauzoleum Galli Placydii, baptysterium Ortodoksów, Sant’Apollinare Nuovo, baptysterium Arian, kaplica arcybiskupia, mauzoleum Teodoryka, San Vitale, Sant’Apollinare in Classe), określonych jako zabytki wczesnego chrześcijaństwa i mozaikarstwa, zostało wpisanych w 1996 roku na listę światowego dziedzictwa UNESCO.
Architektura Rawenny jest ściśle związana z jej historią. Z pierwszego okresu (V wiek), związanego z przebywającym w niej dworem zachodniorzymskim, zachowało się przede wszystkim mauzoleum Galli Placydii i baptysterium Ortodoksów, zwane także od imienia biskupa, który dokończył jego budowy, baptysterium Neona. Oprócz tego wzniesiono bazylikę San Giovanni Evangelista, Basilica Ursiana (katedrę św. Ursusa) i inne budowle sakralne. Pod rządami ariańskiego króla Teodoryka (2. połowa V w. – 1. połowa VI) miasto wzbogaciło się o katedrę ariańską (dzisiejszy kościół Spirito Santo) z końca V wieku, kościoły: Sant’Apollinare Nuovo, Sant’Apollinare in Classe i San Vitale, baptysterium Arian, mauzoleum Teodoryka. Za Justyniana, gdy Rawenna była stolicą egzarchatu, ukończone zostały kościoły Sant’Apollinare in Classe oraz San Vitale; niektóre inne zabytki zostały zmodernizowane.
Choć Rawenna jest znana głównie z zabytków wczesnochrześcijańskich i bizantyńskich, do interesujących zabytków należą też budowle, które powstały później, m.in. ratusz z XV i XVII wieku, XVIII-wieczne pałace, grobowiec Dantego z 1780.

### Basilica Ursiana
Pierwotnie zbudowana w V wieku, przez Honoriusza, jako pięcionawowa bazylika. Odbudowana w nowej formie w XVIII wieku.

### Mauzoleum Galli Placydii

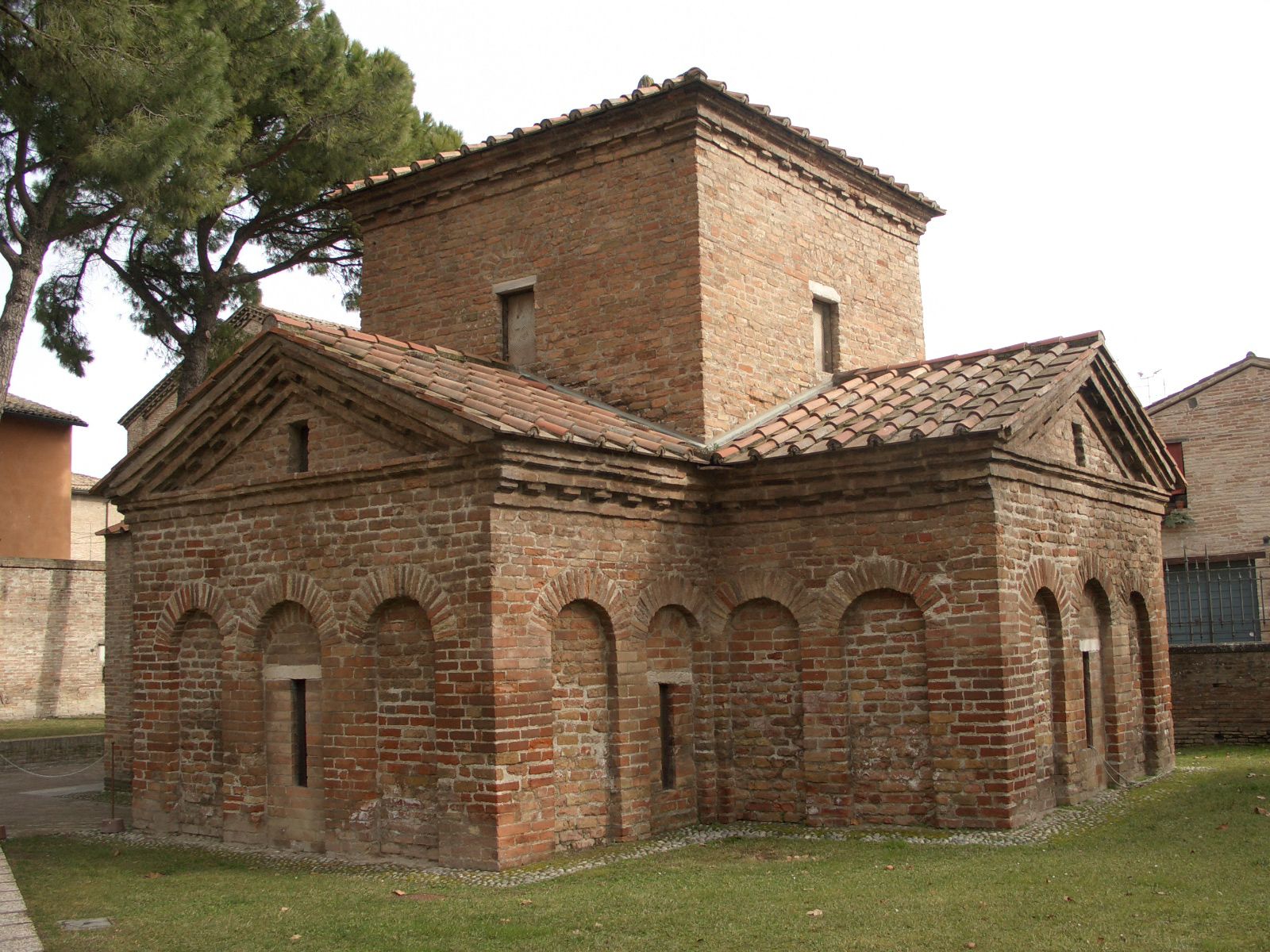
Mauzoleum Galli Placydii

Galla Placydia była córką Teodozjusza Wielkiego. Mauzoleum zbudowane zostało ok. 440 r. w sąsiedztwie kościoła Santa Croce (św. Krzyża). Kościół Santa Croce został zbudowany na początku V wieku, na planie krzyża greckiego. Mauzoleum dobudowano do świątyni jako zakończenie narteksu. Mauzoleum, zachowane do czasów obecnych w prawie niezmienionej formie, jest jednym z przykładów architektury wczesnochrześcijańskiej. Dziś jest to wolno stojąca, ceglana budowla o planie krzyża greckiego. Centralną część przykrywa sklepienie żaglaste, a nad ramionami krzyża skonstruowano sklepienia kolebkowe. Zewnętrzną dekorację skomponowano arkadkowych pilastrów. Ściany wewnętrzne i sklepienia zdobią cenne mozaiki.

### Baptysterium Ortodoksów (Neona)

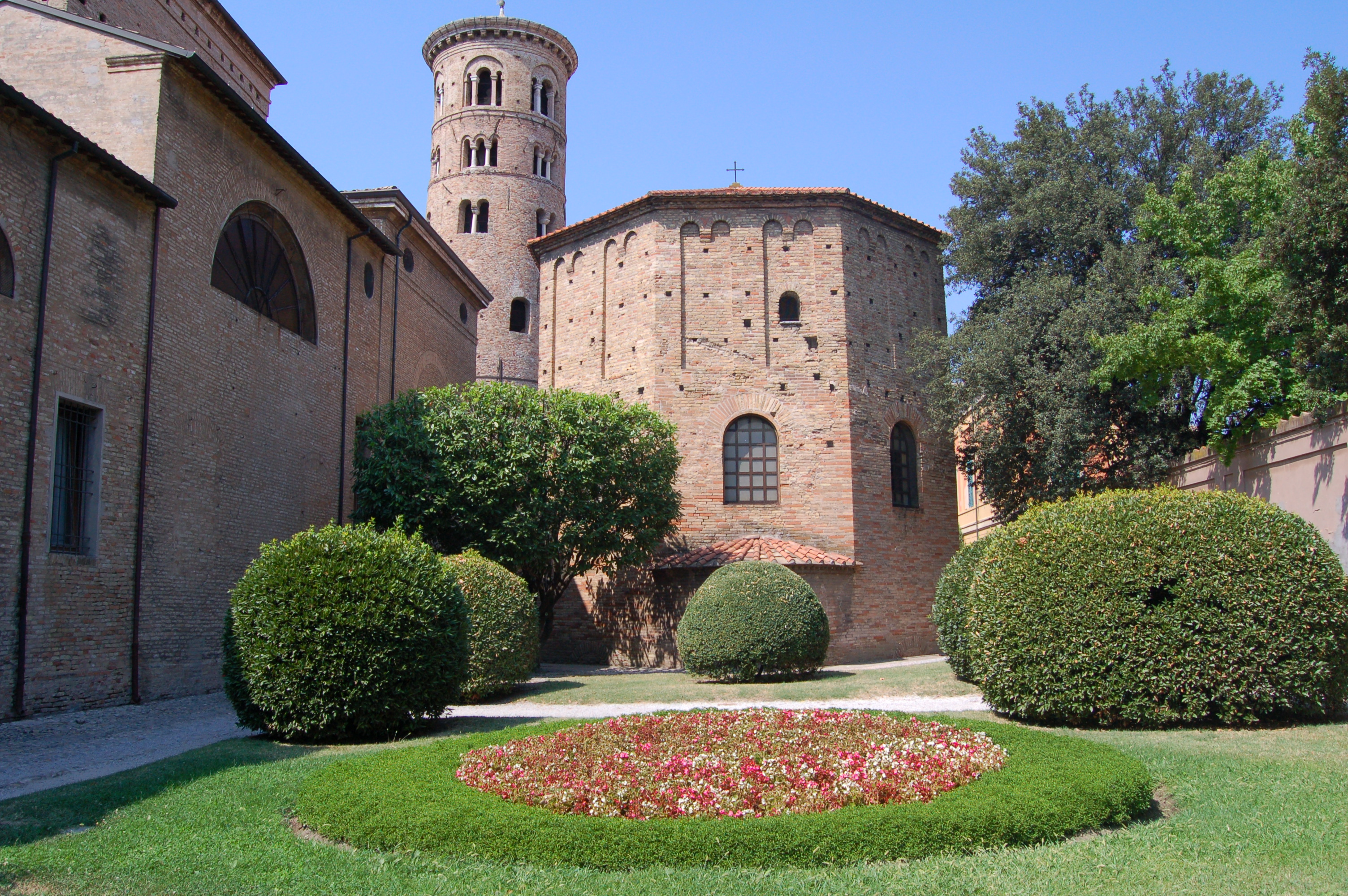
Baptysterium Ortodoksów

Ceglana budowla na planie oktogonalnym, wzniesiona na przełomie IV i V wieku, końcowy wystrój uzyskała ok. 458 r. w czasach biskupa Neona (stąd druga nazwa: baptysterium Neona). Jest to jedno z najlepiej zachowanych baptysteriów zbudowanych w V wieku, a jednocześnie najstarszy zabytek chrześcijańskiej Rawenny, pochodzący z czasów upadku Imperium Rzymskiego.
Baptysterium wchodziło w skład kompleksu kościelnego, fundowanego w końcu IV w. przez biskupa Orso (Ursusa). Wielka katedra, wielokrotnie przebudowywana, została ostatecznie rozebrana w XVIII wieku i zastąpiona nową, klasycystyczną budowlą. Katedrze towarzyszy ceglana, okrągła kampanila z X wieku, z trzema poziomami romańskich okien – biforiów i triforiów.

### Kościół San Vitale

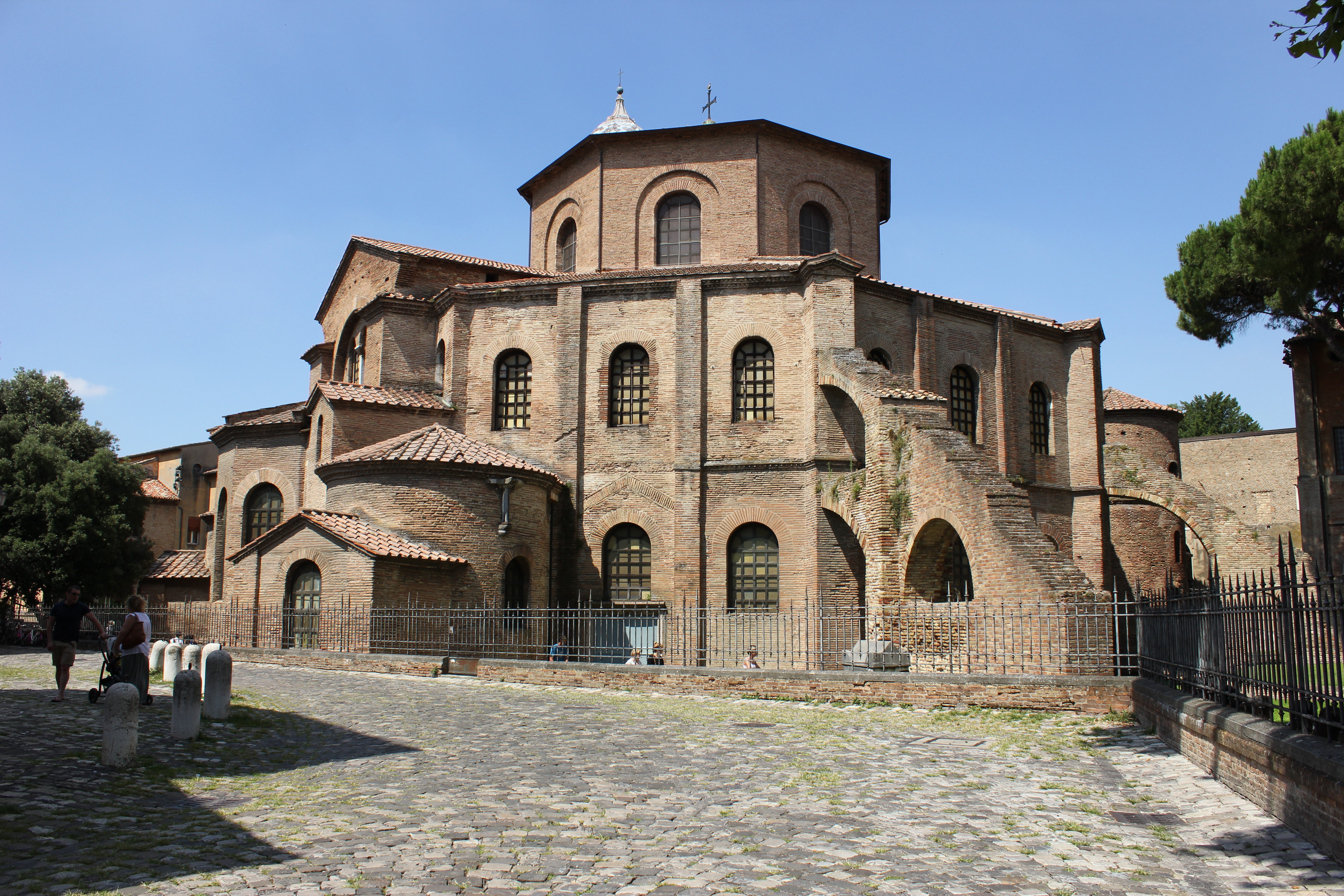
San Vitale

Budowę rozpoczęto w czasach Teodoryka Wielkiego, a jej finansowanie zapewnił grecki bankier Julian (Guliano Argentario) – być może agent bizantyńskiego cesarza Justyniana. Prace kontynuowano po wkroczeniu armii Bizantyńskiej do miasta. Jest to ośmioboczna budowla na planie centralnym z obejściem i narteksem, przykryta kopułą. Do nawy przylega 8 nisz. Wnętrze kościoła zdobią mozaiki w stylu bizantyńskim, wykonane po 540 r. W prezbiterium zachowały się sceny z portretami Justyniana i jego żony Teodory w otoczeniu dworu.

### Bazylika Sant’Apollinare Nuovo

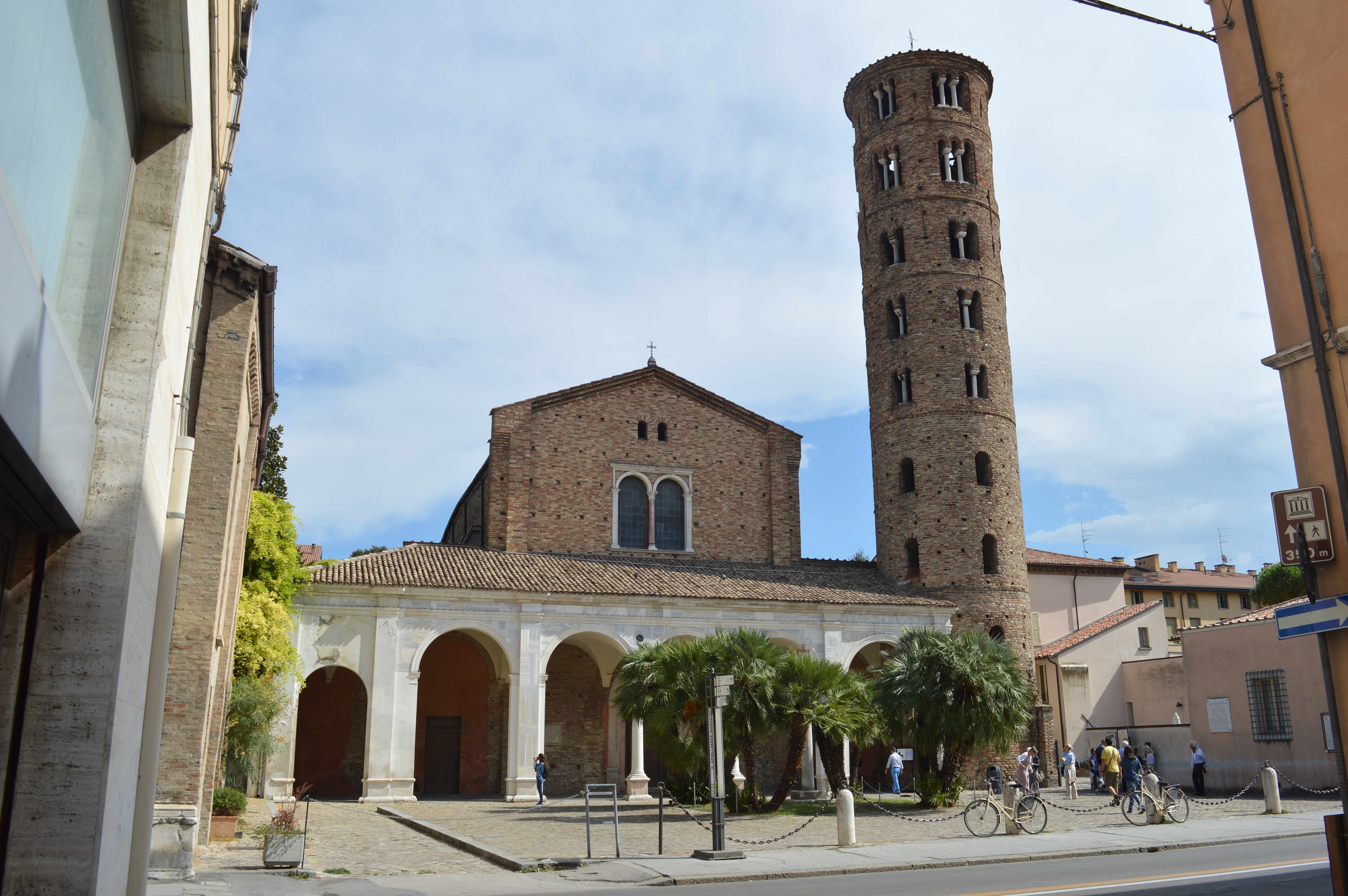
Sant’Apollinare Nuovo

Zbudowana przez Teodoryka Wielkiego w 504, pierwotnie była kościołem dworskim pod wezwaniem Zbawiciela (San Salvatore). Od IX wieku, kiedy przeniesiono tam relikwie męczennika, znana jako Sant’Apollinare Nuovo. W bazylice, na ścianach nawy głównej, zachowały się mozaiki z V wieku, przedstawiające cuda Jezusa, wizerunki proroków i procesje męczenników oraz męczennic, pierwotnie będące orszakami cesarskimi. Stojąca obok kościoła wieża dzwonnicy, zbudowana na planie koła, pochodzi z XI wieku.

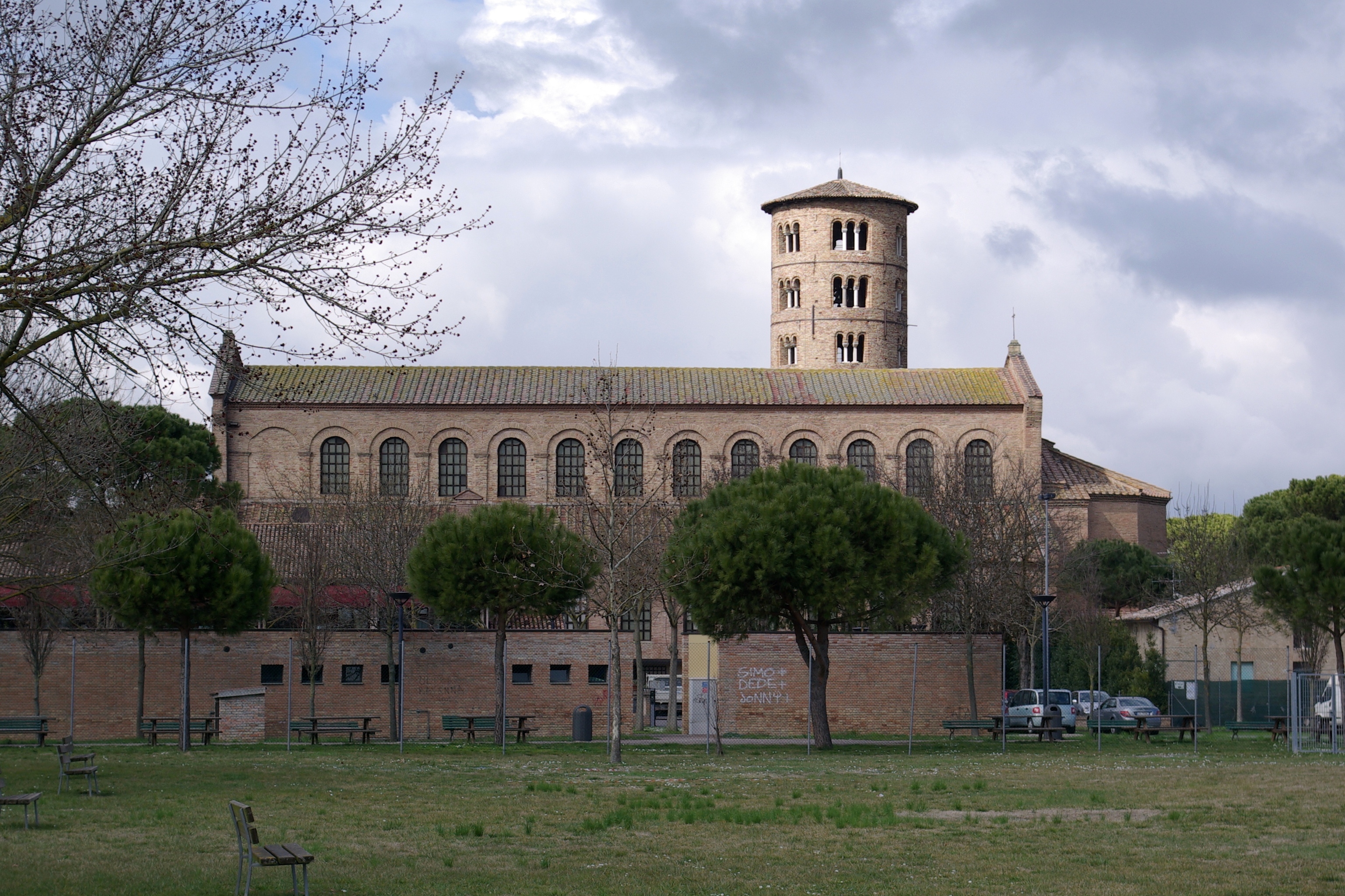
Sant’Apollinare in Classe

### Bazylika Sant’Apollinare in Classe
Ta trójnawowa bazylika została konsekrowana w 549 roku. Jej absydę zdobi mozaika z wizerunkiem patrona kościoła (św. Apolinarego) i dwunastoma owieczkami; sceną Przemienienia Pańskiego, w której Chrystus uosabiany jest przez krzyż, a apostołowie przez baranki; ręką Boga wśród chmur oraz Mojżeszem i Eliaszem.

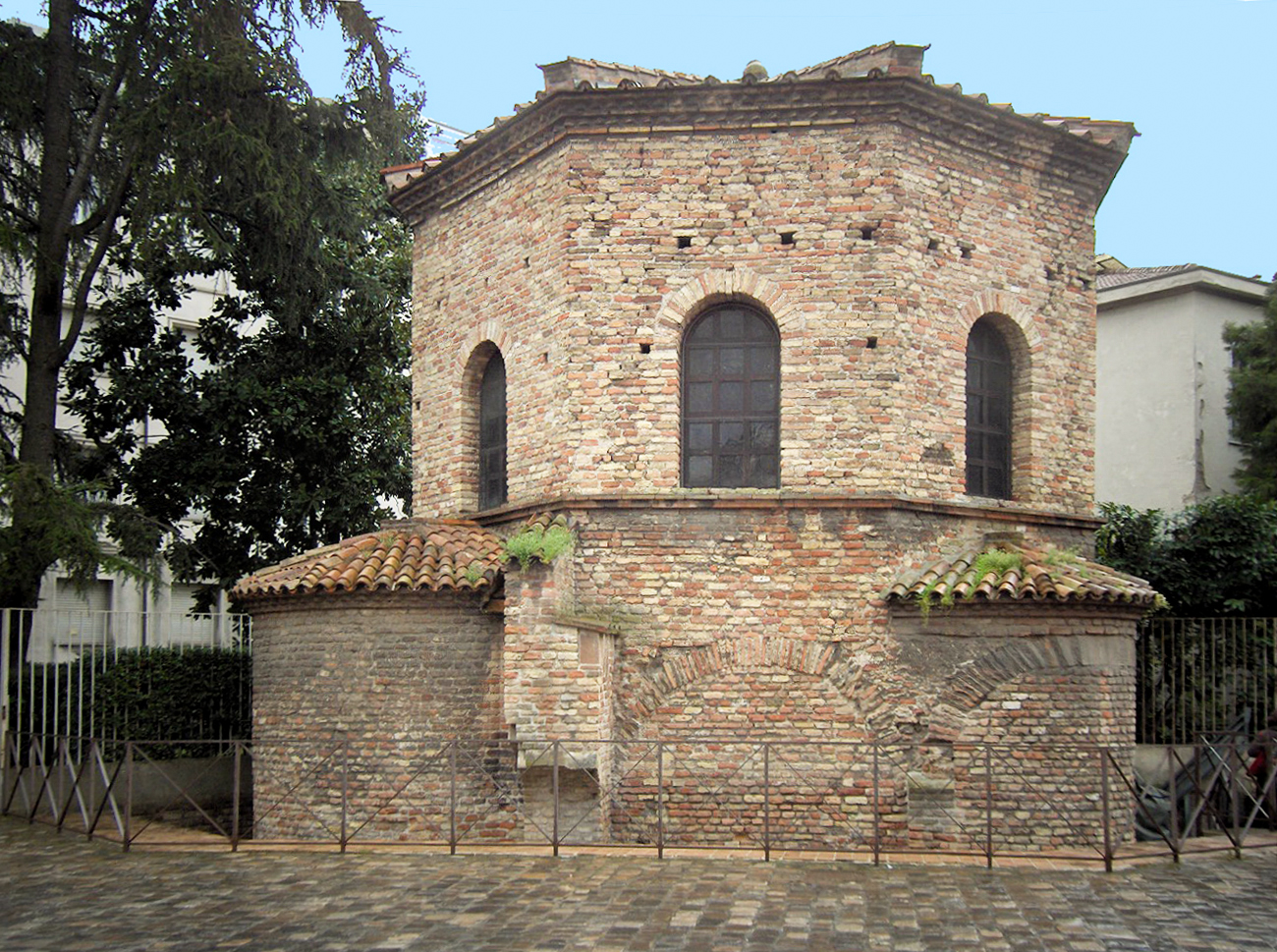
Baptysterium Arian

### Baptysterium Arian
Bryła i dekoracja kopuły przypominają wcześniejsze baptysterium Neona. Zbudowane zostało na planie ośmiokąta z czterema apsydami. Kopułę zdobi scena Chrztu w Jordanie, wokół dwunastu apostołów w procesji prowadzonej przez św. Piotra i św. Pawła oraz tron dla Chrystusa (tzw. Etimasia) (VI wiek).

### Mauzoleum Teodoryka

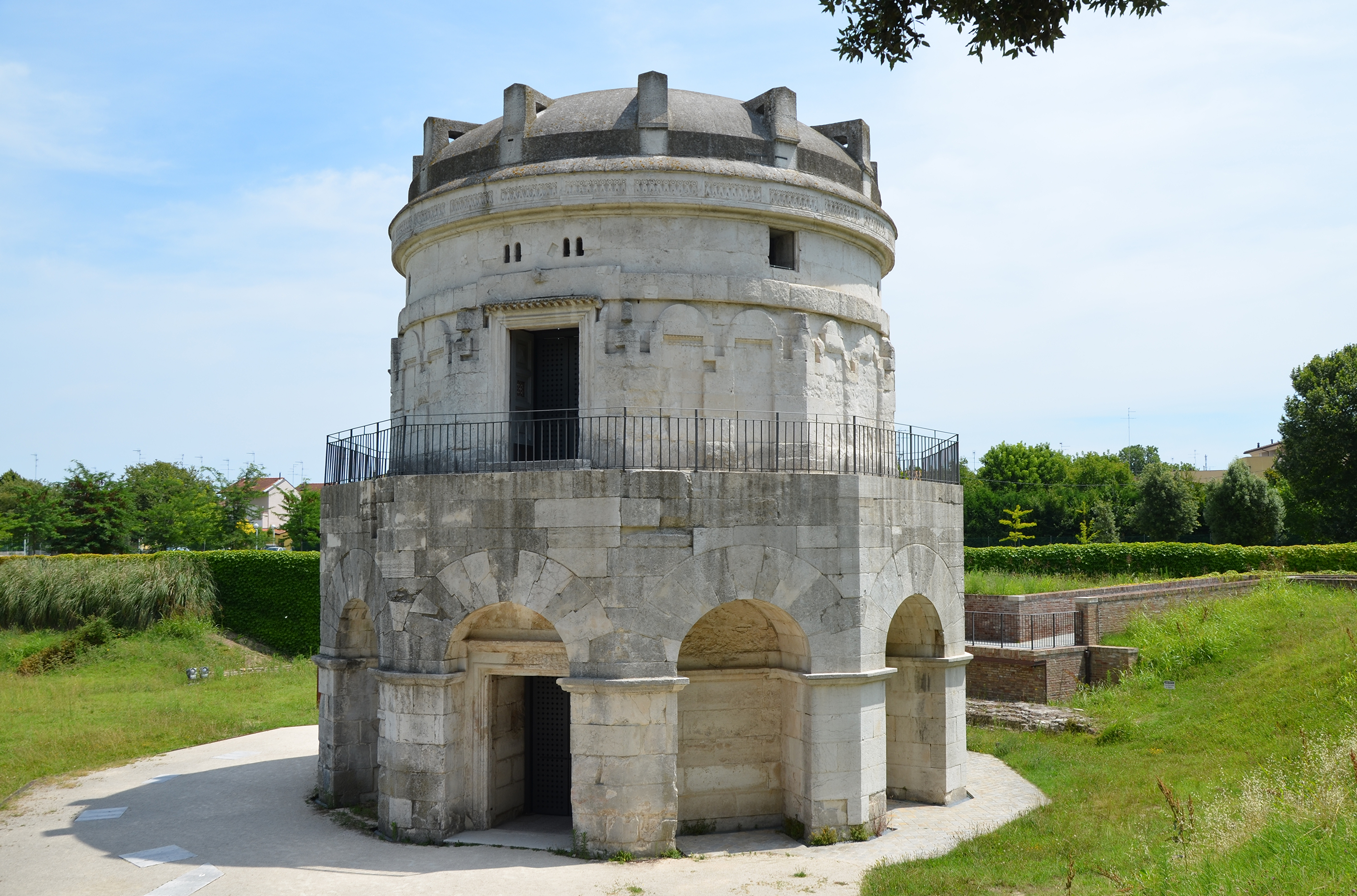
Mauzoleum Teodoryka

Budowla na planie centralnym przykryta kopułą wykonaną z jednego bloku kamienia. Splądrowane po zajęciu Rawenny przez Bizantyjczyków.

## Miasta partnerskie
- Wielka Brytania: Chichester
- Chorwacja: Dubrownik
- Niemcy: Spira
- Polska: Łaziska Górne
- Francja: Chartres
- Norwegia: Tønsberg
- Węgry: Szekszárd